# Idaea austriae
Idaea austriae är en fjärilsart som beskrevs av Müller 1936. Idaea austriae ingår i släktet Idaea och familjen mätare. Inga underarter finns listade i Catalogue of Life.